# Экскуссия
Экскусси́я (греч. ἐξκουσσεία ← лат. excusatio — «извинение, оправдание; освобождение (от каких-либо повинностей)») — податная привилегия в Византии в X—XV веках.
Привилегия состояла преимущественно в освобождении от государственных налогов (обычно экстраординарных). Экскуссию получали землевладельцы и населявшие их земли крестьяне. Земельные владения получившие экскуссию, кроме того, освобождались от вступления на них государственных чиновников: сборщиков налогов, фемных судей, военных должностных лиц. Землевладелец, получивший экскуссию, носил название экскусса́т (греч. ἐξκουσσάτος). Благодаря экскуссии в Византии существовало привилегированное сословие землевладельцев.  
Государство, в лице императоров, сохраняло за собой высшую власть и могло ограничивать экскуссию и лишить землевладельца экскуссии. Многие историки-византинисты:  К. Н. Успенский, П. А. Яковенко,  Г. А. Острогорский считали экскуссию тождественной западно-европейскому иммунитету. А. П. Каждан утверждал, что, по крайней мере, в X—XII веках, экскуссия не была связано с иммунитетом, это было скорее освобождение, не от «τέλος» (общее обозначение налогов, используемых как в повествовательных текстах, так и в документах), а от «ἐπηρεία» (термин, который, по крайней мере, с X века, использовался фискальными чиновниками для обозначения чрезвычайных государственных «реквизиций»). 
Успенский считал, что экскуссия была распространена уже в VI-VII веках и предоставлялась большей частью монастырям, по его мнению в XI веке наступил её упадок, который продолжился до XV века. По мнению Яковенко, XI век — расцвет экскуссии. Острогорский полагал, что объем экскуссии возрос и наряду с фискальными иммунитетными правами и  экскуссаты, по крайней мере с XI века, стали иметь в своих владениях судебную и административную юрисдикцию. 
Сохранилась грамота 1364 года, которую получил трапезундский монастырь Сумела, согласно которой парики подчинялись монастырскому суду. Экскуссаты в XIII—XV веках получили право на сбор судебных пошлин. Кроме освобождения экскуссатов от экстраординарных пошлин существовали и иные виды экскуссий: освобождение от налогов при условии несения специальных повинностей, освобождение кораблей от уплаты торговой пошлины. Эти виды экскуссий получали императорские оружейники; лица, обслуживавшие государственную почту Византии и некоторые категории государственных крестьян.